# سگا مگانت
سگا مگانت (انگلیسی: Sega Meganet)، که با نام نت ورک سیستم (انگلیسی: Net Work System) نیز شناخته می‌شود، یک سرویس آنلاین برای مگا درایو در ژاپن بود که بعداً در برزیل نیز راه‌اندازی شد. مگانت با استفاده از دسترسی به اینترنت از طریق تلفن، اولین سرویس بازی چندنفرهٔ آنلاین سگا بود و به‌شکل پرداخت برای بازی کار می‌کرد. این سیستم به‌واسطهٔ استفاده از یک وسیلهٔ جانبی به نام مگا مودم عمل می‌کرد و چندین عنوان بازی منحصر به فرد را برای بارگیری در اختیار کاربر قرار می‌داد که تعدادی از آن‌ها را می‌شد به‌صورت رقابتی با دوستان انجام داد. علاوه بر این، مگانت دارای فناوری و تجهیزاتی مشترک با خدمات عمومی‌تری مانند مگا انسر که برای امور بانکی استفاده می‌شد نیز بود. اگرچه این سامانه با نام تغییریافتهٔ «تله-جنسیس» به آمریکای شمالی نیز معرفی شد، اما هرگز در آن منطقه راه‌اندازی نشد. سرویس مگانت در نهایت عمر کوتاهی داشت و فعالیت آن تقریباً یک سال پس از راه‌اندازی متوقف شد، اما به‌عنوان پیش‌درآمدی برای سرویس‌های سگا چنل و ایکس‌بند در نظر گرفته می‌شود که جایگاه خود را به سرویس‌های بازی آنلاین برای کنسول‌های بازی ویدئویی داد. بازخوردهایی که نگاه به گذشته دارند، تلاش سگا برای معرفی بازی‌های آنلاین را ستایش می‌کنند، اما در عین حال این سرویس را به‌دلیل مشکلات محاسباتی و نیز کمبود عناوین در دسترس مورد انتقاد قرار می‌دهند.

## تاریخچه

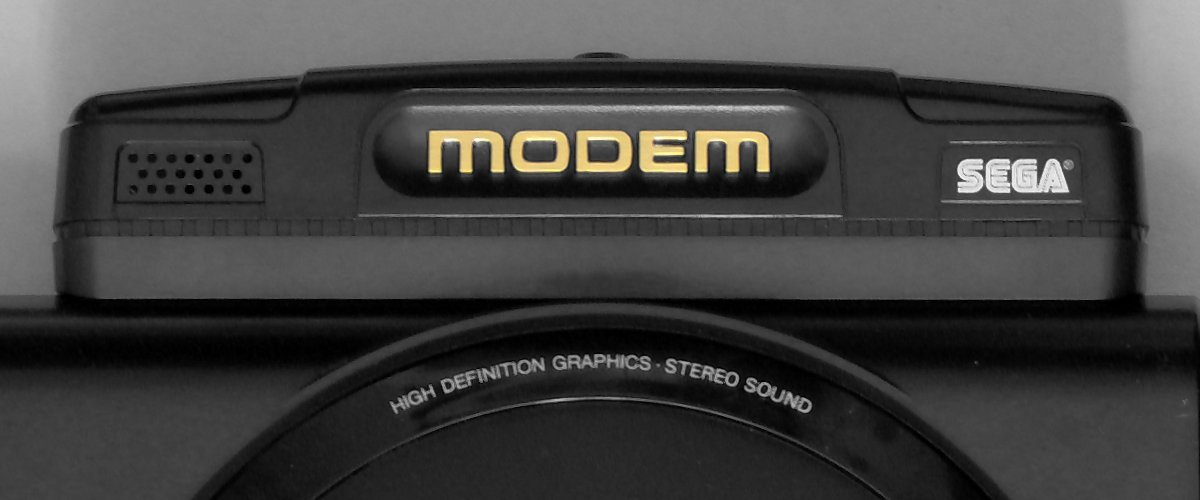
دستگاه خارجی سگا مگا مودم که امکان دسترسی به سرویس مگانت را فراهم می‌کرد

کنسول ۱۶ بیتی سگا که مگا درایو نام داشت، در ۲۹ اکتبر ۱۹۸۸ در ژاپن عرضه شد، اما عرضهٔ آن تحت‌الشعاع انتشار برادران سوپر ماریو ۳ توسط نینتندو یک هفته پیش از عرضه قرار گرفت. پوشش رسانه‌ای مثبت در مجلات فامیتسو و بیپ! به این سرویس در کسب دنبال‌کنندگان بیشتر کمک کرد، اما در سال اول سگا تنها توانست ۴۰۰٬۰۰۰ واحد از این کنسول را به فروش برساند. سگا به‌منظور جلب مخاطبان بیشتر کار بر روی یک سرویس اینترنتی مشابه آنچه نینتندو با مودم فمی‌کام برای ان‌ئی‌اس انجام داده بود را آغاز کرد.
دسترسی به سرویس مگانت، که در ۳ نوامبر ۱۹۹۰ در ژاپن با هزینهٔ ۱۲۸۰۰ ین (تقریباً ۱۰۰ دلار آمریکا) برای تجهیزات، و نیز ۸۰۰ ین هزینهٔ اضافی ماهانه عرضه شد، از طریق دستگاه جانبی مگا مودم میسر شد که به پورت ۹ پین ئی‌اکس‌تی در پشت کنسول متصل می‌شد. یک کابل از این مودم به یک کانکتور دو پورت وصل می‌شد و سپس این کانکتور نیز به یک خط تلفن متصل می‌شد. درون بسته‌بندی مگا مودم یک کارتریج نیز وجود داشت که امکان دسترسی به کتابخانهٔ بازی مگانت را فراهم می‌کرد. تقریباً شش عنوان هنگام عرضهٔ سرویس در دسترس کاربران قرار گرفته بود. این مودم دارای سرعت اتصال تا ۱۲۰۰ بیت بر ثانیه بود. سرویس مگانت در آمریکای شمالی نیز در ژانویهٔ ۱۹۹۰ تحت نام «تله-جنسیس» در نمایشگاه زمستانی محصولات الکترونیکی مصرفی (CES زمستانی) رونمایی شده بود و تبلیغاتی نیز در نشریاتی مانند الکترونیک گیمینگ مانثلی برای آن انجام شده بود، اما هرگز در آن منطقه راه‌اندازی نشد.
سگا در قالب تلاش دیگری برای افزایش مخاطبان مگا درایو در ژاپن، در سال ۱۹۹۰ سامانه‌ای با نام مگا انسر را که برای استفادهٔ بانک ناگویا در ژاپن طراحی شده بود، معرفی کرد. این سامانه که در قالب یک سامانهٔ یکپارچه شامل مگا درایو، مگا مودم، کارتریج مگا انسر و صفحه‌کلید بسته‌بندی شده بود، امکان انجام تراکنش‌هایی مانند استعلام موجودی، نقل و انتقالات مالی و دسترسی به اطلاعات وام را فراهم می‌کرد. این دستگاه در ابتدا با قیمت ۳۴٬۰۰۰ ین به‌همراه کنسول خانگی، و نسخه‌ای دیگر از آن به‌همراه یک چاپگر اضافی به قیمت ۷۲٬۸۰۰ ین به فروش می‌رسید.
با توجه به تعداد کم عناوین بازی در دسترس در این سامانه، قیمت بسیار بالا، و عدم موفقیت مگا درایو در ژاپن، سامانهٔ مگانت به یک شکست تجاری تبدیل شد. تا سال ۱۹۹۲، دستگاه جانبی مگا مودم را می‌شد در ارزان‌فروشی‌ها و فروشگاه‌های دارای تخفیف با قیمتی پایین‌تر پیدا کرد و در نسخهٔ بازسازی‌شدهٔ مگا درایو که در سال ۱۹۹۳ عرضه شد، پورت ۹ پین ئی‌اکس‌تی به‌کلی حذف شد و امکان اتصال این مدل جدید از دستگاه به سرویس مگانت نیز سلب شد.
در سال ۱۹۹۵، سرویس اینترنتی مگانت در برزیل راه‌اندازی شد. تمرکز اصلی این سرویس در آن منطقه ارائهٔ خدمات ایمیل بود، اگرچه تا سال ۱۹۹۶ این سرویس قابلیت بازی چندنفرهٔ آنلاین به‌همراه ویژگی‌های چت را دارا بود. یک محصول بانکداری خانگی مشابه مگا انسر نیز در این منطقه عرضه شد. سخت‌افزار و سرویس مگانت از سوی تکتوی، توزیع‌کنندهٔ سگا در آن منطقه، عرضه می‌شد.

## کتابخانه بازی

نماگرفتی از بازی فتال لبرینت موجود در مگانت

سرویس مگانت از کتابخانهٔ عناوین اختصاصی خود استفاده می‌کرد که مستقل از کتابخانه جنسیس بود. بسیاری از این بازی‌ها هرگز در نسخهٔ کارتریج منتشر نشدند. با این حال، عنوان‌های ستون‌ها، فلیکی، هزارتوی مرگبار، و تدی بوی بلوز هرکدام بعدها در نسخه‌های کارتریجی نیز عرضه شدند. چندین مورد از بازی‌های مگانت نیز بعداً در سری گیم نو کانزوم که در ژاپن به‌طور انحصاری برای مگا-سی‌دی منتشر شد، ظاهر شدند. بیشتر بازی‌های این سرویس به‌دلیل محدودیت‌های سرعت اتصال به اینترنت در آن زمان، کوچک بودند هر بازی در حدود ۱۲۹ کیلوبایت حجم داشت. تخمین زده می‌شد که بارگیری بازی‌ها به حدود پنج تا هشت دقیقه زمان نیاز داشته باشد.
تمامی بازی‌های مگانت از طریق کتابخانهٔ بازی سگا و از طریق مودم مگانت در دسترس بودند. با توجه به مشکلات مربوط به هزینه‌هایی که کاربران در مصافت‌های دور از طریق استفاده از خطوط تلفن متحمل می‌شدند، و نیز تأخیر چندثانیه‌ای در بین دستورها، تنها دو بازی تل-تل استادیوم و تل-تل ماهجونگ دارای قابلیت بازی رقابتی بودند و باقی بازی‌ها برای بازی تک‌نفره از طریق بارگیری بازی در دسترس قرار داشتند. به‌دلیل عدم تمایل سگا به انتشار این سرویس در آمریکای شمالی، توسعه‌دهندگان شخص ثالث در آن منطقه تمایلی به سرمایه‌گذاری در توسعهٔ بازی‌های مخصوص مگانت نداشتند. این موضوع باعث شد تا تعداد عناوین ساخته‌شده برای این سرویس بسیار کم باشد.
| عنوان                                            | سبک            |
| ------------------------------------------------ | -------------- |
| ۱۶ت                                              | اکشن           |
| آوورگ: قهرمانی در آسمان                          | اکشن           |
| ستون‌ها                                           | معمایی         |
| هزارتوی مرگبار                                   | نقش‌آفرینی      |
| فلیکی                                            | اکشن           |
| شهر ممنوعه                                       | معمایی         |
| هایپر ماربلز                                     | اکشن           |
| ایکازوزه! سرزمین پنگوئن‌های کوی نو دوکی دوکی ام‌دی | معمایی         |
| شلیک بوسه                                        | رومیزی         |
| شهر مدال                                         | رومیزی         |
| ابرذهن                                           | معمایی         |
| جنگجوی پدال                                      | ورزشی          |
| ستاره فانتزی ۲ ماجراجویی متنی                    | ماجراجویی متنی |
| گلف پرتابی                                       | ورزشی          |
| جادوی هرم                                        | معمایی         |
| جادوی هرم ۲                                      | معمایی         |
| جادوی هرم ۳                                      | معمایی         |
| جادوی هرم ویژه                                   | معمایی         |
| معمای سیمی                                       | رومیزی         |
| جنگجوی رباتیک                                    | اکشن           |
| پاک‌کن سونیک                                      | معمایی         |
| تدی بوی بلوز                                     | اکشن           |
| تل-تل ماهجونگ                                    | رومیزی         |
| تل-تل استادیوم                                   | ورزشی          |

## بازخوردها و میراث
بازخوردهای گذشته‌نگر در مورد سرویس سگا مگانت متنوع بوده‌است و به ستایش ابتکار اولیهٔ توسعهٔ بازی‌های آنلاین برای کنسول‌های ویدیویی پرداخته‌اند، اما همزمان اجرای آن از طریق استفاده از خطوط تلفن و مشکلات سگا در زمینهٔ عدم وجود توسعه‌دهنده برای این سرویس را مورد انتقاد قرار داده‌اند. آدام ردسل از آی‌جی‌ان به تفسیر ویژگی‌های اصلی این سرویس پرداخته‌است و علیرغم اینکه مگانت فقط دارای چند عنوان بازی محدود بوده‌است، گفته‌است که «این برای سال ۱۹۹۰ به‌شدت چشمگیر است». او همچنین به تأثیر سگا بر توسعهٔ بازی‌های آنلاین با استفاده از مگانت به‌عنوان نخستین تلاش این شرکت در این زمینه اشاره می‌کند، و از سگا چنل، جانشین مگانت، نیز با عنوان کمکی به گسترش اینترنت پهن‌باند یاد می‌کند.
شبکه خطوط تلفنی که مگانت بر بستر آن کار می‌کرد، به‌دلیل مشکلات محاسباتی آن در بازی‌های آنلاین مورد انتقاد قرار گرفته‌است. به گزارش الکترونیک گیمینگ مانثلی، «با وجود اینکه مودم تله‌جنسیس معرفی شده‌است، اما هنوز در دسترس نیست و مفید بودن واقعی دستگاهی که فقط برای بازی با دوستان از طریق خطوط تلفن استفاده می‌شود، مورد تردید است (هر دو به این مودم نیاز دارند، خطوط تلفن باید پاک باشند، صورتحساب تلفن در صورت تماس از راه دور مشکل‌ساز می‌شود و غیره)» همان مشکلاتی که موجب گرفتاری و مشکلات مگانت در زمینهٔ استفاده از خطوط تلفن برای اتصال به اینترنت شده بود، بعداً و با راه‌اندازی سرویس ایکس‌بند از سوی کاتاپولت انترتینمنت در سال ۱۹۹۴، گریبان‌گیر این سرویس نیز شد.
کن هوروویتز از سگا-۱۶ با اشاره به این که «شرکت‌ها بیشتر تمایل داشتند که پیش از آن که خود را درگیر کنند، منتظر تأیید تأیید عرضهٔ آن بمانند. خودشان، و همان‌طور که زمان نشان داده‌است، و به گواه زمان، شرکت‌های کمی در انتظار بودند تا توسعه [بازی‌ها] را زیر سایهٔ رویکرد «صبر کن و ببین» از سوی سگا پیش ببرند»، به عدم تمایل سگا به راه‌اندازی این سرویس در آمریکای شمالی تحت عنوان یکی از دلایل کمبود عناوین آن اشاره می‌کند. هوروویتز در ادامه این موضوع را به‌عنوان مشکلی که سگا دوباره با ۳۲ایکس در سال ۱۹۹۴ با آن روبرو شد، مورد انتقاد قرار داده و گفته‌است: «تاریخ تنها پنج سال بعد با سخت‌ترین رفتارها تکرار شد. انتظارات سگا مبنی بر دریافت حمایت از اشخاص ثالث برای چیزی که خود اشتیاق چندانی به آن نداشت، کاملاً غیرواقعی بود و در نهایت به این معنی بود که هیچ بازی در خط قرار نخواهد گرفت.» هیدکی ساتو، رئیس سابق بخش تحقیق و توسعهٔ سخت‌افزار کنسول سگا گفته‌است که سگا از فروش مگا مودم پول کمی به دست آورد، اما از این تجربه درس‌هایی آموخت تا از فرصت‌های آینده برای توسعهٔ شبکه‌ای برای سگا ساترن استفاده کند.